# Kazimierz Kowalski (zoolog)
Kazimierz Kowalski (ur. 15 marca 1925 w Krakowie, zm. 29 maja 2007 tamże) – polski paleontolog, teriolog i speleolog, członek Polskiej Akademii Nauk (od 1971), prezes Polskiej Akademii Umiejętności (1994–2001). Autor blisko 700 publikacji i 24 taksonów kopalnych oraz jednego współczesnego.

## Życiorys
Urodził się w rodzinie Tadeusza, orientalisty, turkologa, arabisty, iranisty, profesora Uniwersytetu Jagiellońskiego, członka PAU, i Zofii z domu Medweckiej, lekarki. Edukacja K. Kowalskiego przypadła na czas okupacji niemieckiej. Po zdaniu matury w trybie tajnego nauczania, rozpoczął studia zoologiczne na Tajnym Uniwersytecie Jagiellońskim, a ukończył je na Uniwersytecie Jagiellońskim w 1947 roku. Jego praca magisterska była poświęcona rytmice dobowej gryzoni. Po studiach został asystentem w Zakładzie Psychologii i Etologii Zwierząt UJ, gdzie w 1949 roku obronił pracę doktorską o ekologii nietoperzy. W 1954 roku otrzymał propozycję pracy w tworzonej Pracowni Instytutu Zoologii PAN w Krakowie, która z czasem została przekształcona w samodzielny Instytut Systematyki i Ewolucji Zwierząt PAN. W Instytucie kierował Zakładem Zoologii Systematycznej i Doświadczalnej. W 1954 roku uzyskał stanowisko docenta, w 1962 profesora nadzwyczajnego, a w 1969 profesora zwyczajnego. W latach 1960–1978 i 1985–1987 pełnił funkcję dyrektora instytutu. W latach 1978–1983 był profesorem zoologii na Uniwersytecie Orańskim w Algierii. W 1964 roku był kierownikiem polsko-mongolskiej wyprawy paleontologicznej na Gobi. W latach 1971–1985 był redaktorem naczelnym „Acta zoologica cracoviensia”. Był autorem ponad 20 nazw taksonów kopalnych i blisko 700 publikacji, w tym przeszło 500 artykułów naukowych, 12 monografii naukowych.
Od 1971 roku był członkiem korespondentem Polskiej Akademii Nauk, a od 1986 jej członkiem rzeczywistym. Od 1990 roku był członkiem Polskiej Akademii Umiejętności, a w latach 1994–2000 jej prezesem, wieloletni członek Polskiego Towarzystwa Geologicznego, członek honorowy Polskiego Towarzystwa Przyrodników im. Kopernika.
Wraz z kolegami ze studiów założył pierwszy w Polsce Klub Grotołazów (1950). Brał również udział w wielu wyprawach zagranicznych. W roku 1956 ustanowił rekord świata głębokości – 1122 m – schodząc do jaskini Gouffre Berger w masywie Vercors we Francji. Był współzałożycielem i pierwszym przewodniczącym (od 1964) Sekcji Speleologicznej Polskiego Towarzystwa Przyrodników im. Kopernika.
W 2002 roku w uznaniu za opracowanie monografii o faunie czwartorzędowej Europy oraz za całokształt dorobku naukowego został laureatem Nagrody Miasta Krakowa.
Zmarł w Krakowie, pochowany na cmentarzu Rakowickim (kwatera U, narożnik płn.-zach.).

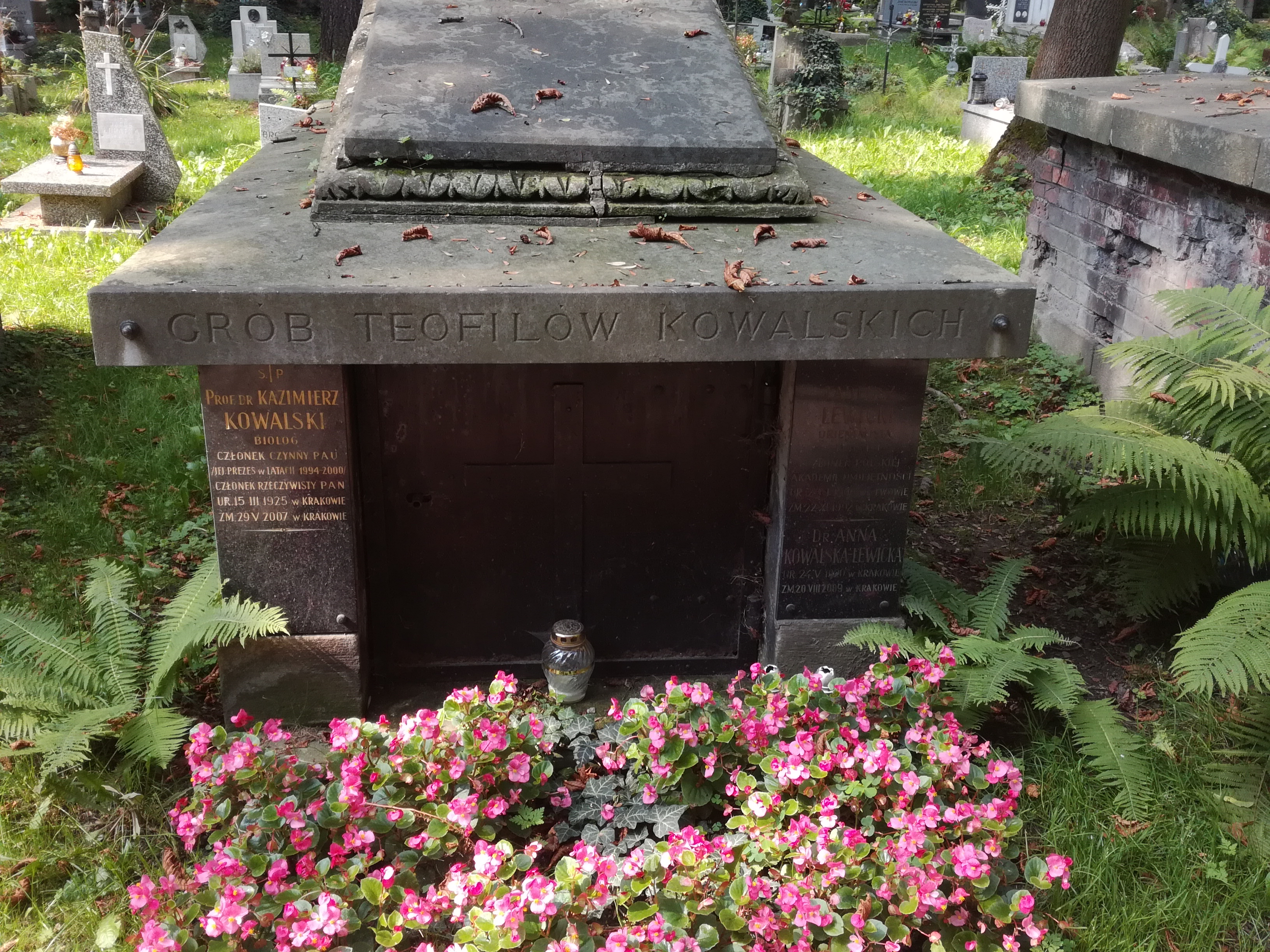
Grób prof. Kazimierza Kowalskiego na cmentarzu Rakowickim w Krakowie

## Systematyka

### Nazwy utworzone przez Kazimierza Kowalskiego
Kazimierz Kowalski jest autorem lub współautorem nazw naukowych wielu gatunków lub rodzajów ssaków:
1. owadożerów (Eulipotyphla):
- Sorex alpinoides Kowalski, 1956 (= Neomysorex alpinoides)
- Sorex dehneli Kowalski, 1956 (= Mafia dehneli)
- Peisorex pohaiensis Kowalski & Li, 1963

2. nietoperzy (Chiroptera):
- Myotis podlesicensis Kowalski, 1956
- Myotis dasycename subtilis Kowalski, 1956 (syn. Myotis delicatus F. Heller, 1936)
- Myotis danutae Kowalski, 1956
- Myotis helleri Kowalski, 1962

3. gryzoni (Rodentia):
- Stachomys Kowalski, 1960
- Praesynaptomys Kowalski, 1977 (syn. Plioctomys Suchov, 1976)
- Bjornkurtenia Kowalski, 1992
- Glis sackdillingensis minor Kowalski, 1958 (= Glis minor)
- Promimomys insuliferus Kowalski, 1958
- Mimomys polonicus Kowalski, 1960
- Stachomys trilobodon Kowalski, 1960
- Microtodon longidens Kowalski, 1960 (= Baranomys longidens)
- Muscardinus pliocaenicus Kowalski, 1963
- Peisorex Kowalski & Li, 1963
- Pseudocylindrodon mongolicus Kowalski, 1974
- Cyclomys minutus Kowalski, 1974
- Tataromys gobiensis Kowalski, 1974 (syn. Yindirtemys deflexus (Teilhard de Chardin, 1926))
- Pliopetaurista meini C.C. Black & Kowalski, 1974
- Blackia polonica C.C. Black & Kowalski, 1974 (syn. Blackia miocaenica Mein, 1970)
- Epimeriones progressus Kowalski, 1974
- Synaptomys europaeus Kowalski, 1977

Kazimierz Kowalski jest także współautorem nazwy owada: Caenopsylla eremita Beaucournu & Kowalski, 1985.

### Nazwy utworzone na cześć Kazimierza Kowalskiego
Poniżej wymienione epitety gatunkowe kowalskii lub casimirii, a także nazwa rodzajowa Kowalskia są eponimami mającymi na celu upamiętnienie Kazimierza Kowalskiego:
- Onychirus kowalskii Stach, 1964
- Idiocera kowalskii Stary & Krzemiński, 1984
- Condylura kowalskii Skoczeń, 1976
- Sorex casimirii Rzebik-Kowalska,1991
- Rhinolophus kowalskii Topal, 1979
- Eptesicus kowalskii Wołoszyn, 1988
- Baranomys kowalskii Kretzoi, 1962
- Pliomys kowalskii Shevchenko, 1965
- Kowalskia Fahlbusch, 1969
- Lemmus kowalskii Carls & Rabeder, 1988
- Villanyia kowalskii Terzea, 1991
- Parasaidomys kowalskii Augustí & Lleans, 1996
- Eumyarion kowalskii Lindsay, 1996
- Ninamys kazimierzi Vianey-Liaud, Rodrigues & Marivaux, 2013[16]

## Speleologia i taternictwo
Kazimierz Kowalski należał do grona najbardziej aktywnych polskich taterników jaskiniowych i speleologów. W Tatrach odkrył nowe partie jaskiń (m.in. w jaskiniach Miętusiej, Zimnej, Szczelinie Chochołowskiej). W wielu polskich jaskiniach prowadził badania naukowe. W 1952 roku, podczas wyprawy z Włodzimierzem Starzeckim do Jaskini Miętusiej ustanowił polski rekord osiągniętej głębokości w jaskiniach: –213 m. W 1956 roku we francuskiej jaskini Gouffre Berger ustanowił kolejny rekord, schodząc na poziom –1122 m. Był autorem licznych artykułów i prac o tematyce jaskiniowej. Najbardziej znanym dziełem była monografia „Jaskinie Polski”.
Kazimierz Kowalski był także aktywnym członkiem wielu organizacji speleologicznych. Był współzałożycielem „Klubu Grotołazów”, a w latach 1950–1955 był współredaktorem czasopisma „Grotołaz”. W 1956 roku przewodniczył Komisji Taternictwa Jaskiniowego Klubu Wysokogórskiego. Był honorowym członkiem Klubu Wysokogórskiego i Polskiego Związku Alpinizmu. W marcu 2006 roku za całokształt pionierskich dokonań, jako współtwórca taternictwa jaskiniowego, odkrywca i zdobywca w 1956 roku światowego rekordu głębokości –1122 m, w jaskini Gouffre Berger w Alpach francuskich otrzymał nagrodę Super Kolos.

## Wybrane publikacje
- Insectivores, bats and rodents from the early Pliocene bone breccia from Podlesice near Kroczyce (Poland). „Acta Palaeontologica Polonica”. 1 (4), s. 331–394, 1956. (ang.).
- Nasze nietoperze i ich ochrona. Kraków: Zakład Ochrony Przyrody PAN, 1955, s. 110.
- Ssaki. Zarys teriologii. Warszawa: Państwowe Wydawnictwo Naukowe, 1971, s. 642.
- rozdziały o jaskiniach i ssakach w monografii Tatrzańskiego Parku Narodowego (2 wyd. 1955 i 1962)
- Mammals of Algeria (1991) – wraz z żoną, prof. B. Rzebik-Kowalską
- Pleistocene Rodents of Europe. „Folia Quaternaria”. 72, s. 1–389, 2001. (ang.).
- Lemmings (Lemmini, Rodentia) of the Palaearctic and their evolution. W: Petculescu, A., Ştiucă, E.: Advances in Vertebrate Palaeontology. Bukareszt: Hen to Panta, 2003, s. 93–96. (ang.).

## Ordery i odznaczenia
- Krzyż Kawalerski Orderu Odrodzenia Polski
- Złoty Krzyż Zasługi
- Krzyż Partyzancki
- Krzyż Armii Krajowej
- Złota Odznaka „Za Pracę Społeczną dla miasta Krakowa” (1969)[20]

Źródło:.